# Narayana Guru
Narayana Guru (20 august 1856 - 20 septembrie 1928) a fost un filozof, lider spiritual și reformator social din India. A condus o mișcare de reformă împotriva nedreptății din societatea din Kerala, dominată de caste, pentru a promova iluminarea spirituală și egalitatea socială.

## Biografie
Narayanan, cunoscut și sub numele de Nanu, s-a născut pe data de 20 august 1856 în satul Chempazhanthy, aproape de Thiruvananthapuram, în fostul stat Travancore. Familia sa făcea parte din comunitatea Ezhava, unde majoritatea membrilor practicau medicina ayurvedică. Deși alți Ezhava se concentrau doar pe studierea textelor ayurvedice în sanscrită, Narayanaguru a ales să studieze și texte religioase, demonstrând o dorință de a înțelege mai mult decât doar medicina tradițională.
Educația sa timpurie s-a bazat pe sistemul tradițional gurukula, sub îndrumarea lui Chempazhanthi Mootha Pillai. În această perioadă, mama sa a murit, când el avea doar 15 ani. La vârsta de 21 de ani, a părăsit satul său și a mers în Travancore pentru a studia cu Raman Pillai Asan, un învățat în sanscrită care l-a învățat Vedas, Upanishade și literatura și retorica logică a sanscritei. După finalizarea studiilor, Narayanaguru s-a întors în satul său natal în 1881, când tatăl său s-a îmbolnăvit grav. Aici, el a înființat o școală în sat, unde a început să predea copiilor din localitate, câștigându-și numele de Nanu Asan.
Un an mai târziu, la vârsta de 26 de ani, Narayanan s-a căsătorit cu Kaliamma. Cu toate acestea, curând a divorțat pentru a-și începe viața publică ca reformator social.
După ce a părăsit satul său, Narayanan a călătorit prin Kerala și Tamil Nadu, în perioada aceasta întâlnindu-l pe Chattampi Swamikal, un reformator social și religios. Prin intermediul lui Chattampi Swamikal, Narayanan l-a întâlnit pe Ayyavu Swamikal, de la care a învățat meditația și yoga. După aceea, Narayanan și-a continuat peregrinările și a ajuns în cele din urmă la peștera Pillathadam din Maruthwamala, unde și-a construit o eremită și a practicat meditația și yoga timp de opt ani.
În 1888, Narayanan a vizitat Aruvippuram, unde a meditat o perioadă și a consacrat o bucată de piatră luată din râu ca idol al lui Shiva, care ulterior a devenit Templul Shiva din Aruvippuram. Acest act, cunoscut sub numele de Aruvipuram Pratishta, a declanșat o agitație socială în rândul brahmanilor din casta superioară, care au pus la îndoială dreptul lui Guru de a consacra idolul. În fața acestor acuzații, Narayanan le-a răspuns că "Acesta nu este un Shiva brahman, ci un Shiva Ezhava", un citat celebru care a fost ulterior folosit împotriva discriminării castei.
În timpul șederii sale la Aruvippuram, Narayanan a înființat Sree Narayana Dharma Paripalana Yogam (SNDP Yogam) la 15 mai 1903, prin eforturile lui Padmanabhan Palpu, cunoscut și sub numele de Dr. Palpu, cu Narayana Guru în calitate de președinte fondator. SNDP Yogam a fost creat pentru a promova educația și drepturile sociale ale comunității Ezhava, iar aceasta a fost una dintre primele organizații care a militat împotriva discriminării castei în India.
După ce și-a mutat baza la Sivagiri în 1904, a deschis o școală pentru copiii din straturile inferioare ale societății și le-a oferit educație gratuită, indiferent de casta lor. De-a lungul vieții sale, Nanu a construit temple în mai multe locuri, precum Thrissur, Kannur, Anchuthengu, Thalassery, Kozhikode și Mangalore. De asemenea, a călătorit în multe locuri și a făcut o ultimă vizită în Sri Lanka (pe atunci numită Ceylon) în 1926.
După întoarcerea sa în India, Nanu s-a implicat în planificarea pelerinajului Sivagiri, care a fost organizat după vizita sa la Pallathuruthy în 1927 pentru a participa la aniversarea S.N.D.P. Yogam. Însă, la scurt timp după întâlnirea de la Pallathuruthy, care a fost ultima funcție publică la care a participat, Guru s-a îmbolnăvit. A urmat un tratament în diferite locuri, precum Aluva, Thrissur, Palakkad și, în cele din urmă, Chennai, fiind asistat de medici ayurvedici precum Cholayil Mami Vaidyar, Panappally Krishnan Vaidyar și Thycauttu Divakaran Moos, precum și de medici alopate, cum ar fi Krishnan Thampi, Panikker, Palpu și un medic european numit Noble.
Guru s-a întors la Sarada Mutt, unde a murit la 20 septembrie 1928, la vârsta de 72 de ani. Moartea sa a fost o pierdere mare pentru comunitatea Ezhava și pentru întreaga societate indiană, iar moștenirea sa ca reformator social și spiritual rămâne puternică și relevantă și astăzi.

## Recunoașterea publică, onoruri

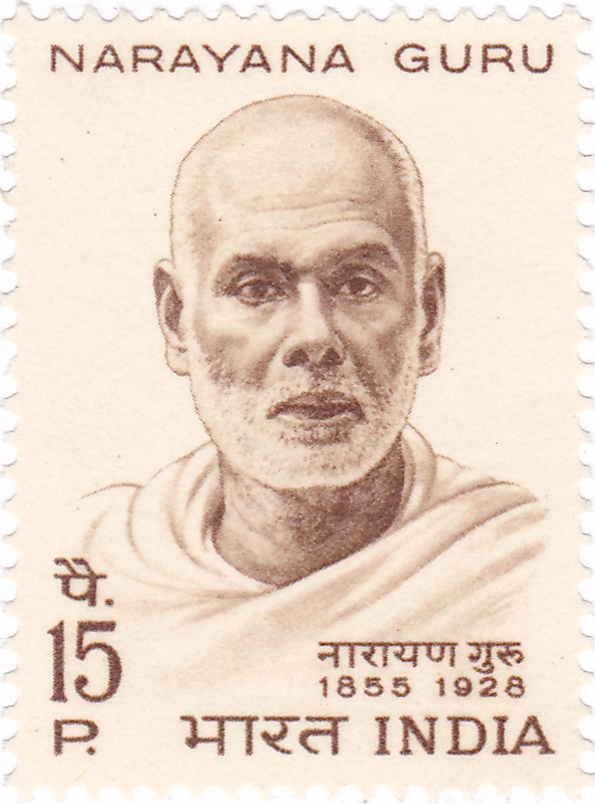
Narayana Guru 1967 timbru din India

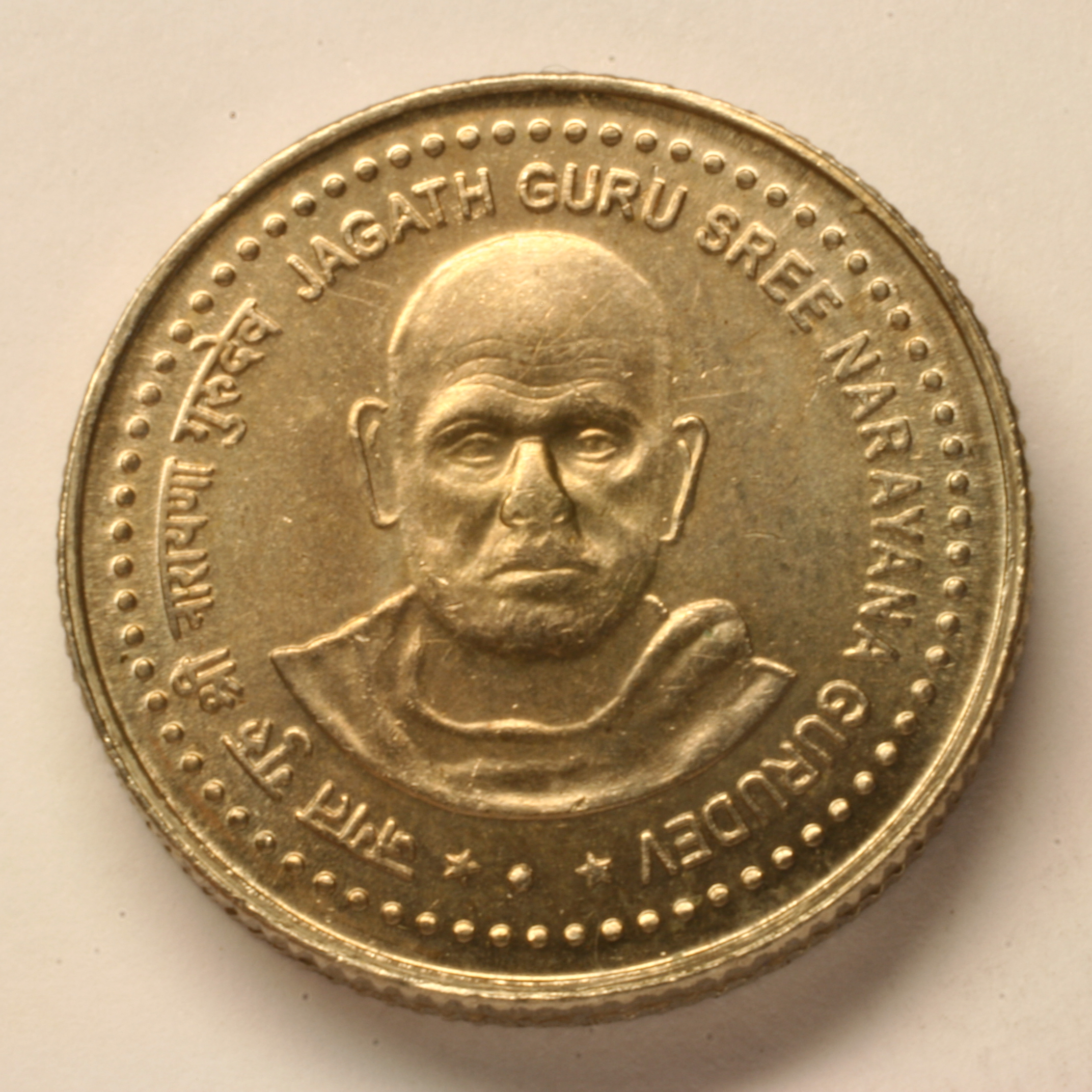
Narayana pe moneda de ₹5

În 1916, Ramana Maharshi, un alt important lider spiritual indian, l-a primit pe Narayana Guru în ashramul său din Tiruvannamalai, în timpul călătoriei lui Guru din Kancheepuram la Sree Narayana Seva Ashram, fondat de discipolul său, Swami Govindananda. 
În noiembrie 1922, Rabindranath Tagore, un laureat al Premiului Nobel pentru literatură, l-a întâlnit pe Narayana Guru la ashramul său din Sivagiri și l-a descris ca fiind o persoană de o realizare spirituală incomparabilă, afirmând că nu a întâlnit niciodată pe cineva mai mare din punct de vedere spiritual decât el.
În 1925, Mahatma Gandhi, un alt important lider indian, l-a vizitat pe Guru în timpul călătoriei sale în Kerala pentru a participa la Vaikom Satyagraha, o mișcare pentru drepturile civile ale castei inferioare din India. După întâlnirea cu Guru, Gandhi a declarat că a fost un privilegiu în viața sa să aibă darshanul unui înțelept atât de apreciat ca Sree Narayana Guru. Această întâlnire și aprecierea lui Gandhi pentru Guru au consolidat poziția lui Guru ca lider spiritual și social în India.
Narayana Guru a primit numeroase omagieri și recunoașteri postume pentru contribuția sa remarcabilă la dezvoltarea și transformarea societății din India. În 21 august 1967, el a fost comemorat pe un timbru poștal indian cu valoarea nominală de 15 nP. La 4 septembrie 2009, poșta din Sri Lanka a emis un alt timbru comemorativ în onoarea sa. În plus, Banca de Rezervă a Indiei a emis două seturi de monede comemorative în valoare de 5 ₹ și, respectiv, 100 ₹, cu imaginea lui Guru, cu ocazia celei de-a 150-a aniversări a nașterii sale.
Statuile lui Narayana Guru sunt amplasate în diferite locuri din Kerala, inclusiv o statuie de 24 de picioare la Kaithamukku în Thiruvananthapuram. Prima statuie a lui Guru a fost ridicată la Templul Jagannath din Thalassery în 1927, în timpul vieții sale. În plus, guvernul din Kerala respectă ziua de naștere și data morții sale, ca sărbători publice. Aceste omagieri și recunoașteri reflectă importanța lui Narayana Guru în istoria și cultura Indiei.

## În mass-media
Viața și contribuțiile lui Narayana Guru au fost subiectul a mai multe filme și documentare. În 1986, regizorul P. A. Backer a realizat filmul Sree Narayana Guru, iar în același an, Krishnaswamy a regizat filmul Swamy Sreenarayana Guru în limba malayalam. R. Sukumaran a realizat filmul Yugapurushan în 2010, cu Thalaivasal Vijay în rolul lui Guru, iar Mammootty și Navya Nair au jucat și ei în acest film. În 2014, a fost lansat filmul Brahmashri Narayana Guru Swamy în limba tulu, realizat de Rajashekar Kotian, despre viața lui Guru. Acesta a fost cel de-al 50-lea film realizat în această limbă.
În plus, viața lui Narayana Guru petrecută la Maruthwamala (cunoscută și sub numele de Marunnumamala) a fost adaptată într-un docuficțiune intitulat Marunnumamala, care a fost lansat de Pinarayi Vijayan, ministrul șef al statului Kerala, la 9 august 2016. Toate aceste filme și documentare au ajutat la popularizarea vieții și a contribuțiilor lui Narayana Guru și la creșterea conștientizării despre importanța sa în cultura și istoria Indiei.

## Lucrări

### În limba malayalam
Narayana Guru a scris o serie de lucrări în limba malayalam, care au influențat profund gândirea și cultura din Kerala și India. Printre cele mai cunoscute se numără:
- Swanubavageethi
- Aathmopadesh Shathakam
- Adwaitha deepika[20]
- Arivu
- Daivadasakam
- Śivaśatakaṃ
- Jeevakarunya Panchakam
- Anukamba Dasakam
- Jathi Nirnayam
- Jathi Lakshanam
- Chijjada Chinthanam
- Daiva vichinthanam - 1 & 2
- Athma Vilasam
- Shivasathakam
- Kolatheereshastavam
- Bhadrakaalyashtakam
- Gajendra moksham vanchipattu
- Ottapadyangal
- Sree Krishnana Darsanam
- Mangalasamsakal
- Subrahmanya keerthanam
- Subramanya Ashtakam
- Sadasiva Darsanam
- Samasya
- Swanubhava Geethi
- Indrya Vairagyam
- Nyayadarsanam
- Prapanchasudhidasakam anubhoothidasakam
- Kalinatakam
- Baahuleyaashtakam
- Sree Narayana Guruvinte Sampoorna Kruthikal
- Kuṇdalini-pāṭṭu
- Kāḷināṭakaṃ

### În limba sanscrită
- Darsanamaala
- Brahmavidyapanjakam
- Nirvruthi Panchakam
- Slokathrayi
- Vedantha Suthram
- Homa Manthram
- Municharya Panchakam
- Asramam
- Dharmam
- Charama Slokangal
- Chidambarashtakam
- Guhashtakam
- Bhadrakaliashtakam
- Vinayaka Ashtakam
- Sree Vasudeva Ashtakam
- Janani Navaratna Manjari

Aceste lucrări abordează diverse subiecte, cum ar fi filozofia, religia, spiritualitatea și practicile rituale. Ele sunt apreciate și studiate în continuare în întreaga lume de către cei interesați de gândirea și cultura lui Narayana Guru.

### În limba tamil
- Thevarappathinkangal

### Traduceri ale operelor lui Guru în alte limbi
- Narayana Guru (2007). Ghirlandă de viziuni: Darśanamālā a lui Narayana Guru. Tradus de Narayana Prasad. New Delhi: D.K. Printworld. [21]
- Nataraja Guru; Narayana Guru (2001). O știință integrată a absolutului: bazată pe Darśana mālā (Ghirlanda de viziuni) a lui Narayana Guru. New Delhi: D.K. Printworld.[22]
- Narayana Guru (2009). Poeme filosofice ale lui Narayana Guru: Brahmavidyā pañcakam, Advaita dīpikā, Aṛivu, Homa mantram, Daiva daśakam. Tradus de Narayana Prasad. New Delhi: D.K. Printworld.[23]
- Narayana Guru (1997). The Vedānta-sūtras of Nārāyaṇa Guru: cu o traducere în limba engleză a originalului sanscrit și comentarii. Traducere de Narayana Prasad. New Delhi: D.K. Printworld.[24]
- Narayana Guru (2007). Nārāyaṇasmr̥tiḥ (în sanscrită). Tradus de Atmananda; Narayana Prasad. New Delhi: D.K. Printworld.[25]